# Jeff Moorad
Jeff Moorad är en före detta spelaragent och för närvarande en av ägarna av basebolllaget San Diego Padres och tidigare delägare av Arizona Diamondbacks,  Han äger även ett NASCAR-team. Han är född i Modesto, USA.
Moorad har vid åtta tillfällen fått en plats på The Sporting News lista av de 100 mest inflytelserika personerna inom idrotten.
Han var tidigare verksam som agent och representerade spelare i både Major League Baseball och National Football League. Tillsammans med en partner förhandlade han kontrakt för mer än 3 miljarder dollar i idrottssammanhang under 18 år.